# Egypte op de Olympische Zomerspelen 1984
Egypte nam deel aan de Olympische Zomerspelen 1984 in Los Angeles, Verenigde Staten. Na hun afwezigheid vier jaar geleden kwamen ze nu terug. Ze wonnen 1 zilveren medaille in het judo.

## Medailleoverzicht
| Sport | Olympiër            | Discipline      | Medaille |
| ----- | ------------------- | --------------- | -------- |
| Judo  | Mohamed Ali Rashwan | open klasse (m) | Zilver   |

## Deelnemers en resultaten

### Atletiek
| Olympiër               | Discipline             | Resultaat | Prestatie                                                    |
| ---------------------- | ---------------------- | --------- | ------------------------------------------------------------ |
| Nafi Mersal            | 400m (m)               | 33e       | serie 6: 4de in 46,46                                        |
| Hisham Mohamed Mekin   | 110m horden (m)        | 21e       | serie 2: 6de in 14,67                                        |
| Ahmed Ghanem           | 400m horden (m)        | 28e       | serie 1: 7de in 51,08                                        |
| Hassan Badra           | hink-stap-springen (m) | 11e       | kwalificatie groep B: 7de met 16,48m finale: 11de met 16,07m |
| Ahmed Mohamed Achouche | kogelstoten (m)        | 17e       | kwalificatie groep B: 10de met 18,11m                        |
| Ahmed Kamel Shatta     | kogelstoten (m)        | 15e       | kwalificatie groep A: 7de met 18,58m                         |
| Mohamed Naguib Hamed   | discuswerpen (m)       | DNF       | kwalificatie groep B: geen geldige poging                    |

### Basketbal
| Olympiër | Discipline | Resultaat | Prestatie |
| --- | ---------- | --------- | --- |
| Khaled Bekhit Mohamed Khaled Alain Attalah Mohamed Soliman Abdelkader Rabieh Amr Abdelmeguid Abdelhadi El-Gazzar Amin Shouman Medhat Warda Tarek El-Sabbagh Ahmed Marei Essameldin Abouelnein | mannen     | 12e       | groep A: 6de V van Italië: 62-110 V van Brazilië: 72-81 V van Joegoslavië: 69-100 V van Bondsrepubliek Duitsland: 58-85 V van Australië: 78-94 9-12de plek: V van China: 73-76 11-12de plek: V van Frankrijk: 78-102 |

| Groep A |                          |             |             |             |        |        |        |        |
| #       | Land                     | Wedstrijden | Wedstrijden | Wedstrijden | Punten | Punten | Punten | Punten |
| #       | Land                     | G           | W           | V           | V      | T      | Saldo  | Punten |
| 1       | Joegoslavië              | 5           | 5           | 0           | 457    | 366    | +91    | 10     |
| 2       | Italië                   | 5           | 4           | 1           | 437    | 363    | +74    | 9      |
| 3       | Australië                | 5           | 3           | 2           | 383    | 403    | -20    | 8      |
| 4       | Bondsrepubliek Duitsland | 5           | 2           | 3           | 384    | 376    | +8     | 7      |
| 5       | Brazilië                 | 5           | 1           | 4           | 401    | 423    | -22    | 6      |
| 6       | Egypte                   | 5           | 0           | 5           | 349    | 480    | -131   | 5      |

| Ronde        | Datum       | Plaats                   | Land   | Score  | Land |
| ------------ | ----------- | ------------------------ | ------ | ------ | ---- |
| Groepsfase   |             |                          |        |        |      |
| 29 juli      | Los Angeles | Italië                   | 110-62 | Egypte |      |
| 30 juli      | Los Angeles | Brazilië                 | 91-82  | Egypte |      |
| 1 augustus   | Los Angeles | Joegoslavië              | 100-69 | Egypte |      |
| 2 augustus   | Los Angeles | Bondsrepubliek Duitsland | 85-58  | Egypte |      |
| 4 augustus   | Los Angeles | Australië                | 94-78  | Egypte |      |
| 9-12de plek  |             |                          |        |        |      |
| 5 augustus   | Los Angeles | China                    | 76-73  | Egypte |      |
| 11-12de plek |             |                          |        |        |      |
| 9 augustus   | Los Angeles | Frankrijk                | 102-78 | Egypte |      |

### Boksen
| Olympiër              | Discipline  | Resultaat | Prestatie |
| --------------------- | ----------- | --------- | --- |
| Fayek Gobran          | -51kg (m)   | 17e       | 1ste ronde: V van KOR Huh: scheidsrechterlijke beslissing                                                                                        |
| Gamal El-Din El-Koumy | -54kg (m)   | 17e       | 1ste ronde: vrij 2de ronde: V van JPN Takami: 1-4                                                                                                |
| Mohamed Hegazi        | -57kg (m)   | 5e        | 1ste ronde: vrij 2de ronde: W van TOG Soodogah: 5-0 3de ronde: W van INA Wassa: 3-2 kwartfinale: V van TUR Aykac: scheidsrechterlijke beslissing |
| Rushdy Armanios       | -63,5kg (m) | 9e        | 1ste ronde: vrij 2de ronde: W van SWZ Magwaza: scheidsrechterlijke beslissing 3de ronde: V van TUN Belkhir: 0-5                                  |
| Ahmed El-Gindy        | -75kg (m)   | 17e       | 1ste ronde: V van YUG Škaro: scheidsrechterlijke beslissing                                                                                      |
| Ahmed El-Nagar        | -81kg (m)   | 17e       | 1ste ronde: V van KEN Okello: scheidsrechterlijke beslissing                                                                                     |

### Gewichtheffen
| Olympiër                 | Discipline  | Resultaat | Prestatie                                                           |
| ------------------------ | ----------- | --------- | ------------------------------------------------------------------- |
| Elsayed Elsayed          | -52kg (m)   | 12e       | trekken: 12de met 92,5 kg stoten: 10de met 117,5 kg totaal: 210 kg  |
| Mohamed El-Sayed Ramadan | -56kg (m)   | 13e       | trekken: 14de met 97,5 kg stoten: 8ste met 132,5 kg totaal: 230 kg  |
| Mohamed Youssef          | -60kg (m)   | 10e       | trekken: 16de met 105 kg stoten: 8ste met 147,5 kg totaal: 252,5 kg |
| Ahmed Aly                | -75kg (m)   | 15e       | trekken: 16de met 130 kg stoten: 15de met 160 kg totaal: 290 kg     |
| Ibrahim El-Bakh          | -82,5kg (m) | 5e        | trekken: 6de met 145 kg stoten: 7de met 177,5 kg totaal: 322,5 kg   |
| Mahmoud Mahgoub          | -82,5kg (m) | 13e       | trekken: 9de met 140 kg stoten: 15de met 162,5 kg totaal: 302,5 kg  |
| Maged Mohamed            | -90kg (m)   | 15e       | trekken: 8ste met 150 kg stoten: 15de met 182,5 kg totaal: 332,5 kg |
| Ibrahim Shaban           | -90kg (m)   | DNF       | trekken: 18de met 145 kg stoten: geen geldige poging                |
| Ashraf Mohamed           | -110kg (m)  | DNF       | trekken: geen geldige poging                                        |
| Mosad Mosbah             | +110kg (m)  | 6e        | trekken: 6de met 150 kg stoten: 6de met 180 kg totaal: 330 kg       |

### Judo
| Olympiër              | Discipline      | Resultaat | Prestatie |
| --------------------- | --------------- | --------- | --------- |
| Mohamed Soubei        | -65kg (m)       | 20e       |           |
| Yousry Zagloul        | -71kg (m)       | 19e       |           |
| Walid Mohamed Hussain | -78kg (m)       | 9e        |           |
| Atif Muhammad Hussain | -86kg (m)       | 18e       |           |
| Sherif El-Digwy       | +95kg (m)       | 7e        |           |
| Mohamed Ali Rashwan   | open klasse (m) | Zilver    |           |

### Moderne vijfkamp
| Olympiër                              | Discipline  | Resultaat | Prestatie    |
| ------------------------------------- | ----------- | --------- | ------------ |
| Samy Awad                             | individueel | 36e       | 4634 punten  |
| Ihab El-Lebedy                        | individueel | 33e       | 4745 punten  |
| Ahmed Nasser                          | individueel | 39e       | 4529 punten  |
| Samy Awad Ihab El-Lebedy Ahmed Nasser | team        | 12e       | 13908 punten |

### Schermen
| Olympiër                                                       | Discipline      | Resultaat | Prestatie |
| -------------------------------------------------------------- | --------------- | --------- | --- |
| Ihab Aly                                                       | degen (m)       | 24e       | 1ste ronde groep 1: 2de met 2 overwinningen kwartfinale 6: 2de met 3 overwinningen halve finale 3: 6de met 0 overwinningen |
| Abdel Monem Salem                                              | degen (m)       | 45e       | 1ste ronde groep 2: 3de met 2 overwinningen kwartfinale 5: 6de met 0 overwinningen                                         |
| Khaled Soliman                                                 | degen (m)       | 28e       | 1ste ronde groep 3: 3de met 2 overwinningen kwartfinale 3: 4de met 2 overwinningen                                         |
| Ihab Aly Ahmed Diab Abdel Monem Salem Khaled Soliman           | degen team (m)  | 12e       | 1ste ronde groep 3: 3de met 1 overwinning                                                                                  |
| Ahmed Diab                                                     | floret (m)      | 41e       | 1ste ronde groep 9: 5de met 2 overwinningen                                                                                |
| Abdel Monem El-Husseini                                        | floret (m)      | 12e       | 1ste ronde groep 7: 4de met 2 overwinningen kwartfinale 5: 2de met 2 overwinningen halve finale 3: 4de met 3 overwinningen |
| Bilal Rifaat                                                   | floret (m)      | 35e       | 1ste ronde groep 10: 4de met 2 overwinningen kwartfinale 3: 5de met 1 overwinning                                          |
| Ahmed Diab Abdel Monem El-Husseini Bilal Rifaat Khaled Soliman | floret team (m) | 12e       | 1ste ronde groep 3: 3de met 0 overwinningen                                                                                |

### Schietsport
| Olympiër             | Discipline              | Resultaat | Prestatie  |
| -------------------- | ----------------------- | --------- | ---------- |
| Kamal El-Din Shemais | 10m luchtgeweer (m)     | 39e       | 562 punten |
| Mohamed Amin Fikry   | 50m geweer liggend (m)  | 63e       | 575 punten |
| Attif Soudi          | 50m geweer liggend (m)  | 55e       | 578 punten |
| Emad El-Gaindi       | 25m snelvuurpistool (m) | 41e       | 573 punten |
| Refaat Kaid          | 25m snelvuurpistool (m) | 22e       | 585 punten |
|                      |                         |           |            |
| Mohamed Khorshed     | skeet                   | 53e       | 177 punten |
| Housham Moustafa     | skeet                   | 13e       | 192 punten |
| Mohsen El-Sayed      | trap                    | 45e       | 174 punten |
| Sherif Saleh         | trap                    | 9e        | 188 punten |

### Schoonspringen
| Olympiër    | Discipline    | Resultaat | Prestatie                          |
| ----------- | ------------- | --------- | ---------------------------------- |
| Said Daw    | 3m plank (m)  | 26e       | voorronde: 26ste met 407,88 punten |
| Tamer Farid | 3m plank (m)  | 28e       | voorronde: 28ste met 373,71 punten |
| Said Daw    | 10m toren (m) | 23e       | voorronde: 23ste met 341,07 punten |
| Amro Hassan | 10m toren (m) | 26e       | voorronde: 26ste met 316,35 punten |
|             |               |           |                                    |
| Rim Hassan  | 3m plank (v)  | 24e       | voorronde: 24ste met 258,63 punten |
| Rim Hassan  | 10m toren (v) | 21e       | voorronde: 21ste met 145,94 punten |

### Synchroonzwemmen
| Olympiër                    | Discipline | Resultaat | Prestatie                                                              |
| --------------------------- | ---------- | --------- | ---------------------------------------------------------------------- |
| Sahar Helal                 | Solo       | 45e       | figuren: 45ste met 70,049 punten                                       |
| Dahlia Mokbel               | Solo       | 16e       | figuren: 44ste met 73,367 punten kwalificatie: 16de met 155,767 punten |
| Sahar Youssef               | Solo       | 48e       | figuren: 48ste met 67,165 punten                                       |
| Dahlia Mokbel Sahar Youssef | Duet       | 17e       | kwalificatie: 17de met 150,866 punten                                  |

### Voetbal
| Olympiër | Discipline | Resultaat | Prestatie |
| --- | ---------- | --------- | --- |
| Adel Elmaamour Ali El Sayed Gadallah Rabie Yassin Mahmoud Saleh Hisham Ibrahim Youssif Yehia Sedky Mostafa Ismail Shawki Gharib Magdi Abdelghani Mahmoud El Khatib Emad Soleman Taher Abouzied Badreldin Hamed Mohamed Helmi Omar Elzeer Alaa Morsy Salem Nagui Ahmed | mannen     | 8e        | groep D: 2de V van Italië: 0-1 W van Costa Rica: 4-1 G van Verenigde Staten: 1-1 kwartfinale: V van Frankrijk: 0-2 |

| Groep D |                  |             |             |             |             |            |            |            |        |
| #       | Land             | Wedstrijden | Wedstrijden | Wedstrijden | Wedstrijden | Doelpunten | Doelpunten | Doelpunten | Punten |
| #       | Land             | G           | W           | G           | V           | V          | T          | Saldo      | Punten |
| 1       | Italië           | 3           | 2           | 0           | 1           | 2          | 1          | +1         | 4      |
| 2       | Egypte           | 3           | 1           | 1           | 1           | 5          | 3          | +2         | 3      |
| 3       | Verenigde Staten | 3           | 1           | 1           | 1           | 4          | 2          | +2         | 3      |
| 4       | Costa Rica       | 3           | 1           | 0           | 2           | 2          | 7          | -5         | 2      |

| Ronde       | Datum    | Plaats    | Land | Score            | Land |
| ----------- | -------- | --------- | ---- | ---------------- | ---- |
| Groepsfase  |          |           |      |                  |      |
| 29 juli     | Pasadena | Italië    | 1-0  | Egypte           |      |
| 31 juli     | Stanford | Egypte    | 4-1  | Costa Rica       |      |
| 2 augustus  | Stanford | Egypte    | 1-1  | Verenigde Staten |      |
| Kwartfinale |          |           |      |                  |      |
| 5 augustus  | Stanford | Frankrijk | 2-0  | Egypte           |      |

### Volleybal
| Olympiër | Discipline | Resultaat | Prestatie |
| --- | ---------- | --------- | --- |
| Khaled Abdel Rahman Mahmoud Abouelelaa Ahmed Elaskalani Esam Awad Essam Ramadan Gaber Abouzeid Shaaban El-Tantawy Hesham Radwan Ahmed El-Shamouty Abdelhamed El-Wassimy Mohamed Abdel Hamed Ehab Mohamed | zaal (m)   | 10e       | groep B: 5de V van Canada: 0-3 (10-15, 9-15, 3-15) V van China: 0-3 (3-15, 5-15, 16-18) V van Japan: 0-3 (6-15, 10-15, 11-15) V van Italië: 0-3 (4-15, 7-15, 6-15) 9-10de plek: V van Tunesië: 2-3 (13-15, 9-15, 15-5, 15-13, 5-15) |

| Groep B |        |             |             |             |             |             |             |        |        |        |        |
| #       | Land   | Wedstrijden | Wedstrijden | Wedstrijden | Wedstrijden | Wedstrijden | Wedstrijden | Punten | Punten | Punten | Punten |
| #       | Land   | G           | W           | V           | SW          | SV          | SR          | SPW    | SPL    | Saldo  | Punten |
| 1       | Canada | 4           | 3           | 1           | 10          | 3           | +7          | 167    | 122    | +45    | 7      |
| 2       | Italië | 4           | 3           | 1           | 11          | 4           | +7          | 210    | 143    | +67    | 7      |
| 3       | Japan  | 4           | 3           | 1           | 9           | 5           | +4          | 179    | 162    | +17    | 7      |
| 4       | China  | 4           | 1           | 3           | 3           | 9           | -6          | 124    | 160    | -36    | 5      |
| 5       | Egypte | 4           | 0           | 4           | 0           | 12          | -12         | 90     | 183    | -93    | 4      |

| Ronde       | Datum       | Plaats  | Land | Score  | Land |
| ----------- | ----------- | ------- | ---- | ------ | ---- |
| Groepsfase  |             |         |      |        |      |
| 31 juli     | Los Angeles | Canada  | 3-0  | Egypte |      |
| 2 augustus  | Los Angeles | China   | 3-0  | Egypte |      |
| 4 augustus  | Los Angeles | Japan   | 3-0  | Egypte |      |
| 6 augustus  | Los Angeles | Italië  | 3-0  | Egypte |      |
| 9-10de plek |             |         |      |        |      |
| 8 augustus  | Los Angeles | Tunesië | 3-2  | Egypte |      |

### Worstelen
| Olympiër          | Discipline  | Resultaat   | Prestatie |
| Vrije stijl       | Vrije stijl | Vrije stijl | Vrije stijl |
| ----------------- | ----------- | ----------- | --- |
| Farag Aly         | -52kg (m)   | 11e         | groep B: 6de V van GBR Moores: 0-4 V van YUG Trstena: 0-4 |
| Hossameldin Hamed | -68kg (m)   | 9e          | groep A: 5de V van FIN Rauhala: 0-4 W van GBR Bayliss: 3-1 W van CHN Ren: 3-1 V van SUI Neyer: 1-3                                                                  |
| Mohamed Hamad     | -74kg (m)   | 17e         | groep A: 9de V van COL Salas: 1-3 V van KOR Han: 0-4 |
| Mohamed El-Ashram | -82kg (m)   | 11e         | groep B: 6de V van ITA Orteli: 1-3 V van NZL Reinsfield: 0-3,5 |
| Hassan El-Hadad   | +100kg (m)  | 4e          | groep B: 2de W van JPN Ishimor: 1-3 W van SEN Sakho: 3-1 V van CAN Molle: 0-4 bronzen finale: V van TUR Taskin: 0-4                                                 |
| Grieks-Romeins    |             |             | |
| Mahmoud Fathalla  | -52kg (m)   | 11e         | groep B: 6de V van CHN Hu: 0-4 V van FIN Halonen: 0-3 |
| Abdellatif Khalaf | -57kg (m)   | 15e         | groep A: 8ste V van GRE Holidis: 0-4 V van JPN Eto: 0-4 |
| Salem Bekhit      | -62kg (m)   | 6e          | groep B: 3de V van GRE Mygiakis: 1-3 W van MEX Aceves: 4-0 W van JPN Osanai: 3-1 W van FIN Lahtinen: 4-0 V van SUI Dietsche: 0-3,5 5-6de plek: V van CAN Yeats: 0-4 |
| Salem Bekhit      | -68kg (m)   | 7e          | groep B: 4de V van SYR Al-Nakdali: 0-4 W van GRE Papadopoulos: 3-1 V van FIN Sipilä: 0-3                                                                            |
| Mohamed Hamad     | -74kg (m)   | 8e          | groep B: 4de W van COL Salas: 3-1 W van MAR Tahir: 3-1 V van ROU Rusu: 0-4 V van FIN Solomäki: 0-4                                                                  |
| Mohamed El-Ashram | -82kg (m)   | 6e          | groep A: 3de W van KOR Kim: 3-1 W van CAN Santerre: 4-0 V van SWE Claeson: 0-3 V van ROU Draica: 1-3 5-6de plek: V van FIN Overmark: 1-3                            |
| Kamal Ibrahim     | -90kg (m)   | 9e          | groep B: 5de V van FRG Sachs: 0,5-3,5 V van ROU Matei: 0-4 |
| Hassan El-Hadad   | +100kg (m)  | 5e          | groep B: 3de W van ITA La Penna: 3-1 V van ROU Dolipschi: 0-3 5-6de plek: V van GRE Poikilidis: 1-3                                                                 |

### Zeilen
| Olympiër     | Discipline | Resultaat | Prestatie                            |
| ------------ | ---------- | --------- | ------------------------------------ |
| Nasser Karam | finn       | 28e       | 199 punten: (DNF-28-27-27-28-24-DNF) |

### Zwemmen
| Olympiër                                           | Discipline            | Resultaat | Prestatie                  |
| -------------------------------------------------- | --------------------- | --------- | -------------------------- |
| Ahmed Said                                         | 100m vrije slag (m)   | 50e       | serie 5: 6de in 55,01      |
| Mohamed Youssef                                    | 100m vrije slag (m)   | 34e       | serie 9: 5de in 53,19 (NR) |
| Mohamed Youssef                                    | 200m vrije slag (m)   | 44e       | serie 7: 7de in 1.59,71    |
| Emad El-Shafei                                     | 100m rugslag (m)      | 33e       | serie 3: 6de in 1.02,04    |
| Sharif Nour                                        | 100m rugslag (m)      | 26e       | serie 3: 4de in 59,63      |
| Emad El-Shafei                                     | 200m rugslag (m)      | 29e       | serie 4: 7de in 2.12,90    |
| Sharif Nour                                        | 200m rugslag (m)      | DNS       | serie 3: niet gestart      |
| Ayman Nadim                                        | 100m schoolslag (m)   | 43e       | serie 2: 6de in 1.09,51    |
| Ayman Nadim                                        | 200m schoolslag (m)   | 39e       | serie 7: 7de in 2.33,17    |
| Ahmed Eid                                          | 100m vlinderslag (m)  | 41e       | serie 2: 6de in 58,95      |
| Ahmed Said                                         | 100m vlinderslag (m)  | 35e       | serie 5: 5de in 57,71      |
| Ahmed Said                                         | 200m vlinderslag (m)  | DNS       | serie 2: niet gestart      |
| Mohamed Youssef                                    | 200m vlinderslag (m)  | 31e       | serie 4: 7de in 2.08,88    |
| Emad El-Shafei                                     | 200m wisselslag (m)   | 30e       | serie 1: 6de in 2.14,87    |
| Mohamed Youssef Sharif Nour Ahmed Eid Ahmed Said   | 4x100m vrije slag (m) | DSQ       | serie 2: gediskwalificeerd |
| Sharif Nour Ayman Nadim Ahmed Said Mohamed Youssef | 4x100m wisselslag (m) | 15e       | serie 3: 6de in 3.59,31    |
|                                                    |                       |           |                            |
| Nevine Hafez                                       | 100m vrije slag (v)   | 42e       | serie 3: 7de in 1.04,06    |
| Sherwite Hafez                                     | 100m vrije slag (v)   | 40e       | serie 4: 7de in 1.02,78    |
| Sherwite Hafez                                     | 200m vrije slag (v)   | 33e       | serie 3: 7de in 2.16,11    |
| Nevine Hafez                                       | 100m vlinderslag (v)  | 32e       | serie 3: 7de in 1.10,45    |

Algerije · Amerikaanse Maagdeneilanden · Andorra · Antigua en Barbuda · Argentinië · Australië · Bahama’s · Bahrein · Bangladesh · Barbados · België · Belize · Benin · Bermuda · Bhutan · Birma · Bolivia · Bondsrepubliek Duitsland · Botswana · Brazilië · Britse Maagdeneilanden · Canada · Centraal-Afrikaanse Republiek · Chili · China · Chinees Taipei · Colombia · Congo-Brazzaville · Costa Rica · Cyprus · Denemarken · Djibouti · Dominicaanse Republiek · Ecuador · Egypte · El Salvador · Equatoriaal-Guinea · Fiji · Filipijnen · Finland · Frankrijk · Gabon · Gambia · Ghana · Grenada · Griekenland · Groot-Brittannië · Guatemala · Guinee · Guyana · Haïti · Honduras · Hongkong · Ierland · IJsland · India · Indonesië · Irak · Israël · Italië · Ivoorkust · Jamaica · Japan · Joegoslavië · Jordanië · Kaaimaneilanden · Kameroen · Kenia · Koeweit · Lesotho · Libanon · Liberia · Liechtenstein · Luxemburg · Madagaskar · Malawi · Maleisië · Mali · Malta · Marokko · Mauritanië · Mauritius · Mexico · Monaco · Mozambique · Nederland · Nederlandse Antillen · Nepal · Nicaragua · Nieuw-Zeeland · Niger · Nigeria · Noord-Jemen · Noorwegen · Oeganda · Oman · Oostenrijk · Pakistan · Panama · Papoea-Nieuw-Guinea · Paraguay · Peru · Portugal · Puerto Rico · Qatar · Roemenië · Rwanda · Salomonseilanden · Samoa · San Marino · Saoedi-Arabië · Senegal · Seychellen · Sierra Leone · Singapore · Soedan · Somalië · Spanje · Sri Lanka · Suriname · Swaziland · Syrië · Tanzania · Thailand · Togo · Tonga · Trinidad en Tobago · Tsjaad · Tunesië · Turkije · Uruguay · Venezuela · Verenigde Arabische Emiraten · Verenigde Staten · Zaïre · Zambia · Zimbabwe · Zuid-Korea · Zweden · Zwitserland